# Psara retrorsalis
Psara retrorsalis là một loài bướm đêm trong họ Crambidae.